# Kernel-based Virtual Machine

Kernel-based Virtual Machine è supportato da libvirt.

Kernel-based Virtual Machine (KVM) è un'infrastruttura di virtualizzazione del kernel Linux. KVM attualmente supporta una completa virtualizzazione usando Intel VT o AMD-V. Un supporto limitato per la paravirtualizzazione è anche disponibile per gli ospiti Linux e Windows nella forma di un driver di rete paravirtuale. KVM è parte del kernel Linux dalla versione 2.6, i componenti userspace di KVM sono implementati nel pacchetto base di QEMU.
Virtual Machine Manager supporta la creazione, la modifica, l'avvio e l'arresto di macchine virtuali basate su KVM.

## Funzionamento
KVM fornisce una virtualizzazione completa della CPU, in questo modo il Guest OS non si accorge dell'inizio della virtualizzazione. Il processo  Userspace che utilizza KVM è QEMU. Esso è responsabile di configurare la VM e i dispositivi di I/O e di emularli. KVM in questo caso viene utilizzato come un "acceleratore" per quanto riguarda il collegamento con i dispositivi I/O in quanto solo con QEMU è molto lento (questo grazie al fatto che KVM ha una virtualizzazione completa della CPU).